# Триказе
Триказе (італ. Tricase, сиц. Thricase) — муніципалітет в Італії, у регіоні Апулія,  провінція Лечче.
Триказе розташоване на відстані близько 540 км на південний схід від Рима, 185 км на південний схід від Барі, 50 км на південь від Лечче.
Населення — 17 619 осіб (2014).

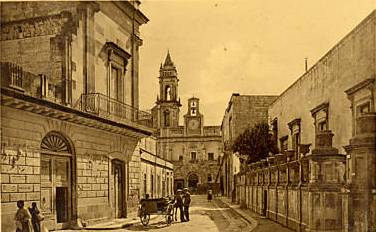

Щорічний фестиваль відбувається 15 червня. Покровитель — святий Віт.

## Демографія
Населення за роками:

Станом на 1 січня 2023 року в муніципалітеті офіційно проживало 465 іноземців з 59 країн, серед них 149 громадян країн Євросоюзу та 4 громадяни України.

## Сусідні муніципалітети
- Алессано
- Андрано
- Міджано
- Монтезано-Салентіно
- Спеккія
- Тіджано